# Décès en 1205
Décès
- 1201
- 1202
- 1203
- 1204
- 1205
- 1206
- 1207
- 1208
- 1209

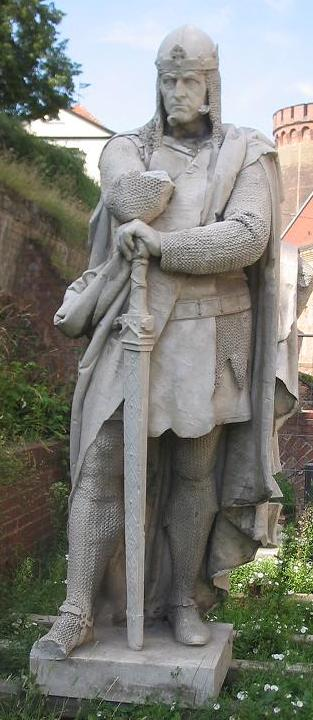
Statue d'Othon II de Brandebourg, mort en 1205.

Cette page dresse une liste de personnalités mortes au cours de l'année 1205 :
- 2 janvier : Baudouin II de Guînes, comte de Guînes.
- 19 mars : 
  - Fujiwara Takanobu, peintre japonais de portraits réalistes (né en 1142)[1].
  - Maria, princesse ossète, épouse de Vsevolod III. Elle a pris le voile dans le monastère de la Dormition de Vladimir qu’elle a fondé avec son mari[2].
- avril : Garnier de Traînel, évêque de Troyes.
- 1er avril : Amaury II de Lusignan, seigneur de Lusignan, comte de la Marche et de Bourgogne de Rançon, puis connétable du royaume de Jérusalem, il succède à son frère Guy de Lusignan comme seigneur de Chypre,  est sacré roi de Chypre puis il devient roi de Jérusalem.
- 14 avril : Louis de Champagne, comte de Blois et de Clermont, tué lors de la bataille d’Andrinople.
- mai : 
  - Enrico Dandolo,  41e doge de Venise.
  - Robert de Joinville, chevalier champenois.
- 7 mai : Ladislas III de Hongrie, brièvement roi de Hongrie.
- 14 juin : Gautier III de Brienne, comte de Brienne et roi titulaire de Sicile.
- 19 juin : Roman Mstislavich, prince de Galicie-Volhynie.
- 4 juillet : Othon II de Brandebourg, margrave de Brandebourg.
- 10 juillet : Hatakeyama Shigeyasu, samouraï japonais.
- 13 juillet : Hubert Walter, évêque de Salisbury, puis archevêque de Cantorbéry : par la suite, il devient Chief Justiciar puis Lord Chancellor.
- 4 août : Jeanne d'Aza, mère de saint Dominique de Guzmán.
- 25 octobre : Gauthier de Villebéon, grand chambellan de France.

- Alain IV de Rohan, 4e vicomte de Rohan.
- Constantin Lascaris, empereur byzantin de Nicée.
- Élisabeth de Courtenay, noble française.
- Fujiwara Takanobu, courtisan, poète et peintre de portraits japonais.
- Guillaume IV, évêque de Béziers.
- Henri II (évêque de Bayeux), évêque de Bayeux.
- Hugues IV de Campdavaine, comte de Saint-Pol puis seigneur de Didymotique en Thrace. Il participe aux 3e et 4e croisades.
- Isabelle Ire de Jérusalem, reine de Jérusalem.
- Jeanne Ire de Bourgogne, ou Jeanne de Hohenstaufen, comtesse de Bourgogne
- Kılıç Arslan III, ou `Izz ad-Dîn Qilij Arslân Suleyman Châh, très éphémère sultan seldjoukide de Rum.
- Matteo, Cardinal-diacre de S. Teodoro.

date incertaine (vers 1205)
- Djamuqa, mongol de la tribu des Djadjirat, cousin et ami d'enfance de Gengis Khan.
- Gaucelm Faidit, troubadour.
- Gualterio, cardinal-diacre de S. Maria in Portica Octaviae.
- Hatakeyama Shigetada, samouraï japonais.

## Crédit d'auteurs
- Cet article est partiellement ou en totalité issu de l'article intitulé « 1205 » (voir la liste des auteurs).